# Eustala orina
Eustala orina är en spindelart som först beskrevs av Chamberlin 1916.  Eustala orina ingår i släktet Eustala och familjen hjulspindlar.
Artens utbredningsområde är Peru. Inga underarter finns listade i Catalogue of Life.